# Povratak u budućnost
Povratak u budućnost (eng. Back to the Future) je ZF komedija  Roberta Zemeckisa iz 1985. s  Michaelom J. Foxom i  Christopherom Lloydom u glavnim ulogama.
U izmišljenom gradu Hill Valley, tinejdžer Marty McFly slučajno otputuje u prošlost, točnije u 1955. godinu, u vremenskom stroju koji je izumio njegov prijatelj, znanstvenik dr. Emmett Brown. Sve što Marty napravi u 1955. utjecat će na budućnost, a ugrozit će čak i vlastitu egzistenciju.
Film se počeo prikazivati 3. srpnja 1985. i zaradio 210 milijuna dolara na američkom box-officeu, čime je postao najuspješniji film te godine. Uslijedila su dva nastavka, Povratak u budućnost 2 1989., i Povratak u budućnost 3 1990.

## Radnja
Marty McFly (Michael J. Fox) je sedamnaestogodišnji srednjoškolac 1985. godine. Posjetivši kuću svog prijatelja, ekscentričnog znanstvenika dr. Emmetta Browna (Cristopher Lloyd), otkriva da nema nikoga, ali mu se Doc javlja preko telefona i kaže da se sastanu tu večer. Nakon škole, Marty odlazi s djevojkom Jennifer (Claudia Wells) na gradski trg, gdje im prilazi žena tražeći donaciju za popravljanje sata na vrhu sudnice, koji ne radi još otkad ga je pogodio grom prije 30 godina. Na večeri, Martyjeva majka Lorraine (Lea Thompson), se prisjeća kako su se upoznali ona i Martyjev otac George (Crispin Glover): njezin otac udario je Georgea autom te su se zaljubili dok se George oporavljao.
 Te noći, Marty se sastaje s Docom na parkiralištu supermarketa Dva bora. Doc mu pokazuje vremenski stroj napravljen u sportskom autu De Lorean DMC-12. Stroj ima 1,21 gigavata snage kojeg pokreće plutonij koji struji kroz fluks kondenzatora, ali auto mora ići 88 milja na sat kako bi putovao kroz vrijeme.  Libijski terorist od kojeg je Doc ukrao plutonij iznenada se pojavljuje u kombiju i počne pucati na njega. Marty uskače u DeLorean i u potjeri koja je uslijedila, slučajno pošalje sam sebe natrag u 1955.
U 1955. godini Marty susreće svog budućeg oca i nehotice ga spašava jer njegov budući djed udara njega, a ne oca. Budeći se, shvaća da se nalazi u sobi njegove buduće majke i ubrzo saznaje kako se Lorraine zaljubila u njega, a ne u Georgea. Marty nalazi Docovu kuću iz 1955. i uspijeva ga uvjeriti da je došao iz budućnosti. Doc je tek nedavno izumio kondenzator fluksa. Kaže Martyju kako vremenski stroj u 1955. može pokrenuti samo udar groma. Budući da će grom udariti u gradski sat u sljedeću subotu, Doc počinje raditi na tome kako će iskoristiti snagu groma. Nakon što mu je Marty ispričao što se događa s njegovim roditeljima, Doc zaključuje kako je Marty izbrisao sam sebe iz vremena. Marty smišlja plan kako će "spasiti" ljubav Georgea i Lorraine na školskom plesu. Prije nego George dođe, Biff (Thomas F. Wilson) će se pojaviti i napasti par. Kad George stigne, suprotstavit će se Biffu i nokautirati ga. Lorraine i George otići će na ples zajedno, a Martyjeva egzistencija je osigurana.
Doc završava s povezivanjem kabela koji su potrebni za vremenski stroj. Prije nego što je Marty otišao, Doc u džepu nalazi pismo koje je napisao Marty, upozoravajući ga kako će ga ubiti Libijci. Doc rastrga pismo bez da ga je i pročitao, jer zna opasnosti koje prijete onome tko zna svoju budućnost. Grom udara u gradski sat i Marty se vraća u 1985., taman na vrijeme da spasi Doca od Libijaca. Međutim, Doc je imao zaštitni prsluk. Izvlači Martyjevo pismo koje je ipak u prošlosti izvadio iz kante za smeće i zalijepio. Doc odvede Martyja kući. Sljedećeg jutra, Marty shvaća kako su njegova kuća i obitelj mnogo bolji nego što se sjećao. Jennifer i Marty se sastaju. Prije njihovog poljupca, pojavljuje se Doc, ovaj put iz budućnosti, govoreći Martyju i Jennifer kako moraju poći s njim jer su se pojavili neki problemi s njihovom djecom...

## Povijest produkcije

### Scenarij
Inspiracija za film pošla je od  Boba Galea, koji je pronašao očev srednjoškolski godišnjak i pomislio kako bi njih dvojica bili prijatelji kao tinejdžeri. Gale i Robert Zemeckis napisali su scenarij još 1980., ali ga nisu mogli plasirati. Steven Spielberg ga je pročitao kad je Gale nekoliko godina poslije upitao Zemeckisa što se dogodilo sa scenarijem. 1955. godina odabrana je jer bi roditelji glavnog junaka tada imali isto godina kao i on, a bila je to i era kad je rođena tinejdžerska kultura.
Zemeckis je nudio ideju u nekoliko filmskih studija. Studio Disney ga je odbio jer su mislili kako je priča o majci koja se zaljubljuje u svog sina "preškakljiva", iako se radi o putovanju kroz vrijeme. Sve druge kompanije tvrdile su da priča nije dovoljno zanimljiva te su je uspoređivali s tinejdžerskim komedijama iz tog vremena.
Jedan od glavnih elemenata priče je prikazivanje kako se ljudi i građevine u Hill Valleyju mijenjaju kroz vrijeme. Neke jedva zamjetne stvari koje nemaju većeg značenja za radnju prikazane su ili spomenute u oba vremenska perioda. Gale je ovo otpočetka uvrstio kao dio priče. Kasnije je ovaj element istaknuo kao jedan od važnijih sa satom kojeg pogađa grom, što je izravno povezano s Martyjevim povratkom u 1985. S obzirom na to, Hill Valley je prikazan kao puno ljepše mjesto 1955. nego trideset godina kasnije.
Sid Sheinberg, šef studija Universal, unio je dosta promjena u film. Sintagma "Profesor Brown" promijenjena je u "Doc Brown", a njegova čimpanza "postala" je pas Einstein. Martyjeva majka prvotno se zvala Meg, pa Eileen, ali Sheinberg je inzistirao da se zove Lorraine, kao i njegova žena Lorraine Gray. Sheinbergu se nije svidio ni naslov, tvrdeći kako nitko neće htjeti gledati film koji u naslovu ima riječ "budućnost". U dopisu Robertu Zemeckisu napisao je kako bi se film trebao zvati "Spaceman From Pluto". Steven Spielberg je u odgovoru zahvalio na izvanrednom "šaljivom dopisu" i rekao mu da su mu se svi nasmijali. Sid Sheinberg, preponosan da prizna kako je mislio ozbiljno, ostavio je naslov nepromijenjen.
U originalnom scenariju, Martyjeva rock and roll svirka izazvala je nerede na plesu koji je zaustavila policija. Ovo, u kombinaciji s onim kad Marty slučajno otkrije Docu tajni sastojak koji je pokrenuo vremenski stroj (Coca-Cola), izazvalo je promjenu povijesti. Kad se Marty vratio u osamdesete, shvatio je kakvu je revoluciju pokrenuo: Doc je stvorio razne izume (npr. aute koji lete) koji idu na Coca-Colu. Marty također otkriva kako rock and roll nikad nije zaživio (najpopularnija glazba je mambo), te se posvećuje pokretanju odgođene kulturne revolucije. U međuvremenu, njegov otac otkriva novine koje su izašle dan nakon plesa i ugleda svog sina na slici nereda.

### Casting i snimanje
Dok su producenti skautirali lokacije u stambenoj ulici u  Pasadeni, Michael J. Fox je već bio u toj ulici, nastupajući u glavnoj ulozi u filmu Teen Woolf. Producenti su se počeli zanimati za Foxa za ulogu Martyja McFlyja, ali ih je on morao odbiti jer je radio na drugom projektu.
Snimanje je počelo 26. studenog 1984. s glumcem  Ericom Stoltzom u ulozi Martyja McFlyja, a navodno je trajalo nešto više od četiri tjedna, do povratka izvršnog producenta Stevena Spielberga, koji je u to vrijeme bio izvan zemlje. Nakon što je pregledao grube snimke, Spielberg, scenaristi i redatelj su se složili da je Stoltz dobar glumac, ali se nažalost nije uklapao u opis uloge. Stoltz je glumio preozbiljno, a oni su htjeli nekog s lakšim pristupom ulozi. Ponovno su ponudili ulogu Michaelu J. Foxu, koji je tada odradio svoje obaveze na televizijskom projektu. Ista lokacija je korištena za prikaz oba vremenska razdoblja. Scene iz 1955. snimane su prije nego što je lokacija "sravnjena" zbog izgradnje one za scene iz 1985.

### Vremenski stroj DeLorean
Vremenski stroj doživio je nekoliko modifikacija tijekom produkcije. U prvom nacrtu scenarija vremenski stroj bio je laser smješten u sobi. Druga verzija opisivala je stroj priključen za hladnjak odnesen na lokaciju za testiranje  atomske bombe. Redatelj Robert Zemeckis rekao je u intervjuu da je ta ideja odbačena jer nije htio da se djeca počnu penjati po hladnjacima i da se zaglave unutra. U trećoj verziji stroj je bio auto, a Zemeckis je objasnio kako bi se vremenski stroj trebao kretati. Izbor auta pao je na De Lorean DMC-12 jer je izgledao kao NLO. Kako bi se Marty mogao vratiti u budućnost, vozilo je moralo proći kroz lokaciju za nuklearna testiranja. Budući da je ovo bilo preskupo, za izvor snage odabran je udar groma.
U filmu su upotrebljeni dijelovi iz tri modela DeLoreana iz 1982., a modificirani su tako da funkcioniraju s moćnim i pouzdanim motorom Porschea. Na auto je u scenama u kojima putuje kroz vrijeme posipan tekući dušik kako bi se ostavio dojam hladnoće.

## Glumci
- Michael J. Fox - Marty McFly, nemarni tinejdžer. Svoje obrazovanje ne shvaća ozbiljno i često kasni u školu. Voli rock glazbu i svira gitaru u svojem amaterskom bendu, The Pinheads. Osim toga, talentiran je za vožnju skateboarda. Srami se oca pa svojim odvažnim vratolomijama pokušava dokazati da nije kukavica.

- Christopher Lloyd - Emmett Brown. "The Doc", kako ga zove Marty. Iako je možda rastresen, mnogi ga stanovnici Hill Valleyja smatraju ludim. Doc je posvećen svojim izumima, često radi na njima tjednima non-stop.

- Crispin Glover - George McFly, Martyjev otac. Boji se suprotstaviti drugima, pogotovo Biffu Tannenu, koji iskorištava njegovu slabost pa ga tjera da obavi njegov posao. Biff i njegova banda su ga maltretirali u srednjoj školi. Upoznaje svoju ženu Lorraine nakon što ga je autom udario njezin otac.

- Lea Thompson - Lorraine Baines McFly, Martyjeva majka. Ona se zna braniti, ali ipak voli muškarce koji je mogu zaštititi. Voli razmišljati o svojim tinejdžerskim danima. Kao adoloscent puno je pušila i pila.

- Thomas F. Wilson - Biff Tannen - glavni razbojnik. Nije baš bistar, a kroz srednju školu se provlači prisiljavajući Georgea da radi domaću zadaću za njega. Privlači ga Lorraine.

## Reakcije

### Kritike
Recenzije su uglavnom bile pozitivne. Roger Ebert pohvalio je režiju, napisavši kako Zemeckis "pokazuje ne samo komičarski osjećaj nego i vedri humanizam  Franka Capre". BBC je hvalio reduciranost scenarija, naglašavajući kako nitko ne govori ništa što kasnije ne postaje važno za radnju.
Film je rangiran na 28. poziciju 50 najboljih srednjoškolskih filmova časopisa Entertainment Weekley. 2006. su ga čitatelji časopisa Empire izabrali za 20. najbolji film ikad snimljen.

### Kulturni odjek
Trilogija je bila vrlo popularna u osamdesetima, a najpoznatiji obožavatelji su bili članovi grupe ZZ Top (koji se pojavljuju u trećem nastavku) i predsjednik Ronald Reagan. Kad je Reagan prvi put vidio šalu o njemu kao predsjedniku: "Ronald Reagan? Glumac? Ha! Tko je onda potpredsjednik, Jerry Lewis?", natjerao je projektora kina da zaustavi reprodukciju filma, da vrati unatrag, i pusti ponovno. Čak je razmišljao da prihvati ulogu gradonačelnika Hill Valleyja iz 1885. u trećem filmu, ali na kraju je odbio.

### Nastavci
Nastavci isprva nisu bili planirani. Zemeckis je poslije izjavio da su nastavci bili predviđeni, prvi film ne bi završio s Jennifer koja putuje u DeLoreanu s Martyjem i Docom, što je prouzročilo logističke probleme u stvaranju nastavaka. Dodatak "Nastavit će se..." dodan je tek kad je film izašao na videu kad je već bio najavljen nastavak.
Nastavci nisu prošli uspješno na box-officeu kao original. Dok je prvi 1985. zaradio 210 milijuna dolara, drugi i treći nastavak zaradili su oko 118, odnosno 88 milijuna dolara.

## Nagrade i nominacije
- Osvojena nagrada Saturn za najbolji znanstveno fantastični film, najbolje specijalne efekte, najboljeg glumca (na filmu).

## Vanjske poveznice
- Universal Pictures site  Arhivirana inačica izvorne stranice od 1. prosinca 2017. (Wayback Machine)
- BTTF.com
- BTTF Frequently Asked Questions written by Bob Gale and Robert Zemeckis
- Back to the Future Filming Locations
- Povratak u budućnost u internetskoj bazi filmova IMDb-a